# Los Corrales de Buelna
Pour les articles homonymes, voir Corrales.
Los Corrales de Buelna est une commune d’Espagne située en communauté autonome de Cantabrie.

## Histoire
Des sites archéologiques de las Estelas en Barros ont permis de mettre au jour des tombes d'époque romaine.

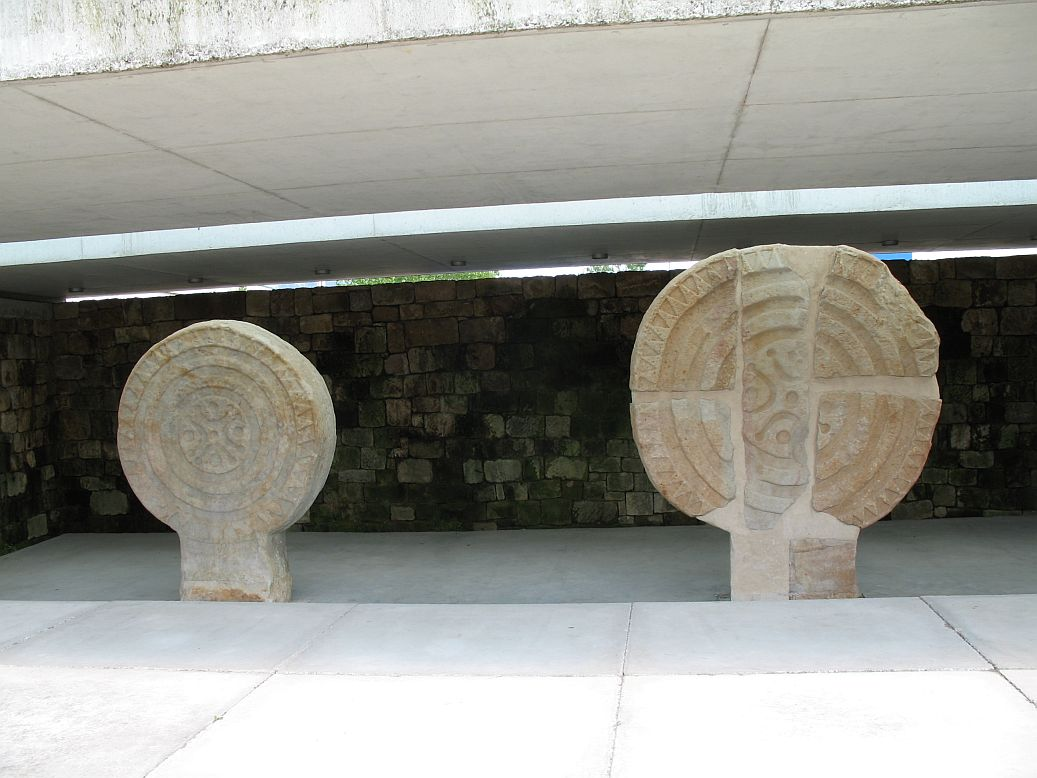
Pierre tombale de las Estelas en Barros

## Administration
| Période                                  | Période | Identité                    | Étiquette | Qualité |
| ---------------------------------------- | ------- | --------------------------- | --------- | ------- |
| 1999                                     | 2003    | La Toribio                  | -         | -       |
| 2003                                     |         | José Manuel López Gutiérrez | PSOE      | -       |
| Les données manquantes sont à compléter. |         |                             |           |         |

## Démographie
| 1900  | 1910  | 1920  | 1930  | 1940  | 1950  | 1960  | 1970  | 1981   | 1991  | 2005   | 2006   |
| ----- | ----- | ----- | ----- | ----- | ----- | ----- | ----- | ------ | ----- | ------ | ------ |
| 2 752 | 2 926 | 3 501 | 4 871 | 5 292 | 6 185 | 8 111 | 9 307 | 10 045 | 9 820 | 10 958 | 11 091 |

## Localités de Los Corrales de Buelna
- Barros
- Las Caldas del Besaya
- Cóo
- Los Corrales de Buelna (capital)
- San Mateo
- Somahoz

## Sport

### Arrivées duTour d'Espagne
- 1999 :  Laurent Brochard

## Jumelage
- La Haie-Fouassière (France)